# アナレナ・フォルスター
アナレナ・フォルスター（Anna-Lena Forster, 1995年6月15日-）は、ドイツのパラアルペンスキー選手（LW12-1クラス）。

## 概要

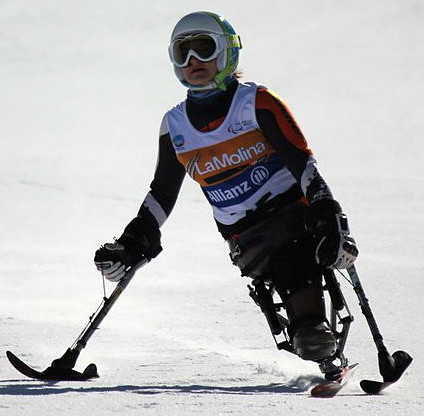
チェアスキーで滑るアナレナ・フォルスター（2013年）

右脚がなく、左脚大腿骨の形成不全の状態で生まれた。6歳の時にパラスポーツのイベントでチェアスキーを知り、競技を始めた。12歳で国際大会に初出場した。
パラリンピックには2014年のソチ大会に初めて参加し、銀メダル2個と銅メダル1個を獲得した。2018年の平昌大会では金メダル2個を獲得した。2022年の北京大会では開会式でドイツ選手団の旗手を務め、金メダル2個、銀メダル2個を獲得した。
憧れの選手は同じドイツのアナ・シャフェルフーバーとされる。また、日本の村岡桃佳のライバルとされることがある。
アルベルト・ルートヴィヒ大学フライブルクにおいて、心理学の学士を取得している。
地元のラードルフツェルのクラブ（BRSV Radolfzell）を練習拠点とし、また2017年4月以降は、連邦税務当局のスキーチームにも所属している。

## 受賞歴
- 2014年：ドイツ年間最優秀ジュニアアスリート（障害のあるアスリート部門）（ドイツ語: Juniorsportler_des_Jahres_(Deutschland)）
- 2014年、2018年：ジルバーネス・ロールベアブラット